# Distretto di Nong Prue
Il distretto di Nong Prue (in thailandese: หนองปรือ) è un distretto (amphoe) della Thailandia, situato nella provincia di Kanchanaburi.